# Alonso Núñez de Castro
Alonso Núñez de Castro   (Madrid, c. 1627 - Madrid, 1709) va ser un historiador castellà, cronista reial de Felip IV.

## Biografia
Va néixer a Madrid vers el 1627, fill del doctor Juan Rodríguez Núñez de Castro i de Magdalena Matiano de Azula. El seu pare va ser metge de Juan Téllez-Girón, duc d'Osuna, i després metge de cambra del rei Felip IV de Castella, que va acollir Alonso sota la seva protecció i va atorgar-li el càrrec de cronista reial. Sent un adolescent destacava pel seu domini de les lletres, atès que el 1641, amb catorze anys, va publicar un poema llatí en dístics titulat Philomusus Apollonis, precedit d'una silva castellana dedicada al marquès de Peñafiel. Com a historiador, va ser un autor fecund amb obres principalment de temàtica hispànica, si bé la seva obra no sempre ha estat ben considerada a causa del seu estil. L'obra que li va donar més fama, i de la qual es van diverses edicions, va ser la continuació de la crònica de la Casa d'Àustria, titulada Corona gótica, castellana y austríaca, iniciada per Diego de Saavedra Fajardo, de la qual Núñez va publicar-ne tres parts més, abastant el conjunt des de l'any 716 aC fins al regnat d'Enric II de Castella.
El 1652 consta encara a Madrid com a cronista del rei i, a més, com a beneficiat propietari de l'església de Santa Anna d'Archidona, una prebenda que va obtenir segurament mercès del seu pare, que havia adquirit el 1645 l'alcaïdia de la població, i que Alonso va cedir al seu germà Gaspar. El 1681 està documentat com a cronista major del rei i el 1688 es quan es data la seva darrera obra. El 1698, prèvia avaluació dels seus llibres, va ser ratificat com a cronista reial. Val a dir que mentre escrivia les seves obres, també va realitzar molts estudis de caràcter genealògic i nobiliari. Així mateix, eventualment va ingressar a la Companyia de Jesús, però es desconeix en quina data.
D'altra banda, tot i residir a Madrid, va estar vinculat a la ciutat de Guadalajara, de la qual va ser regidor vitalici. Va escriure sobre aquesta localitat Historia eclesiástica y seglar de Guadalaxara, publicada el 1653, i dedicada a Rodrigo de Mendoza, duc d'El Infantado. En aquesta obra va participar de la polèmica sobre la localització de l'antiga Complutum, que llavors estava en disputa, en la qual Núñez es va decantar per situar-la a Guadalajara.
Núñez va fer testament el 21 d'abril de 1709. Va morir el mateix any i va ser enterrat a Madrid.

## Obres
Des de la seva obra de joventut, el 1641, la relació de publicacions és la següent:
- Philomusus Apollinis, novenique musarum chori auxilio de vitiis et ignorantia victor (Madrid, 1641)
- Espejo cristalino de armas, para generales valerosos, de desengaños para christianos príncipis: panegírico del origen de la Casa de Osuna (Madrid, 1648)
- Historia eclesiástica y seglar de la ciudad de Guadalaxara (Madrid, 1653)
- Vida de las fundadoras del Monasterio del Caballero de Gracia (Madrid, 1658)
- Solo Madrid es corte, y el cortesano en Madrid (Madrid, 1658)
- Séneca impugnada en Séneca (Madrid, 1661)
- Crónica de los señores reyes de Castilla don Sancho el Deseado, don Alonso el Octavo, y don Enrique el Primero (Madrid, 1661)
- Ley viva de príncipes perfectos (Madrid, 1673)[1]
- Vida del Santo Rey don Fernando (Madrid, 1673)
- Corona gótica, castellana y austríaca (vol II: Madrid, 1677; vol. III: Anvers, 1681, vol. IV (unida a les anteriors): 1687)
- Antigüedad y nobleza de la Casa de Feloaga (Madrid, 1688)